# ニューヨーク市長
ニューヨーク市長（ニューヨークしちょう、英語：Mayor of New York City）は、アメリカ合衆国のニューヨーク州ニューヨークの市長である。

## 概要
ニューヨーク市長はニューヨーク市政府の行政府の長を務める。市長室は市の全ての行政サービス・公共資産・警察・消防・ほとんどの公共機関の運営及び全ての市条例と州法の執行を司る。
市長が監督する市の予算額はおよそ年間700億ドルで、アメリカ合衆国の地方自治体の中で最大である。市の職員は32万5000人で、約210億ドルが110万人の生徒数を抱える国内最大の公立学校システムに使われる。税収は270億ドルで、140億ドルの助成金をニューヨーク州及び連邦政府から受け取る。
市長執務室はニューヨーク市庁舎内に置かれている。市長室は5つの行政区（マンハッタン区・ブルックリン区・クイーンズ区・ブロンクス区・スタテンアイランド区）全てを管轄している。市長により多くの職員（市の各行政局の長官を含む）及び副市長（助役、Deputy Mayor）を任命する。市長に関する規約はニューヨーク市規則43章に綴られている。現行の法律では市長職は連続で2期（計8年）までが最大の任期として定められている。2008年10月23日のニューヨーク市議会の可決で3期連続就任が認められたが、2010年の住民投票で再び最大二期連続へと差し戻された。

## 現職
2021年ニューヨーク市長選挙により、エリック・アダムス（民主党）が現職（第110代市長）を務める。

## 歴史
1665年にニューヨーク植民地知事リチャード・ニコルズは、トーマス・ウィレットを初代ニューヨーク市長に任命した。以降156年間市長はニューヨーク州による指名（任命）制を取り、権限は限られていた。1783年から1821年まで市長は州知事が最も発言権を持つ指名議会により指名されていた。1821年に選挙で選ばれた議員を含む市議会が市長を選任する権限を得た。1834年にニューヨーク州憲法の改正により、市長は市民の直接選挙により選ばれるようになった。この年に民主党のコーネリウス・ヴァン・ウィック・ローレンスが選出された。
フィオレロ・ラガーディアの任期中の1942年以来グレイシー・マンションが市長官邸となっている。このメインフロアは一般公開されており、小さなミュージアムとなっている。市長の年給は22万5000ドルであるが、当時世界で16番目の富豪であったブルームバーグ市長は全額を受け取らず、年給1ドルで市長を務めた。2014年時点でのブルームバーグの資産は330億ドルと推定されている。2000年に市の公立学校システムの統括権限は市長室へと移された。2003年には市教育局の組織改定が行われた。

### タマニー・ホール

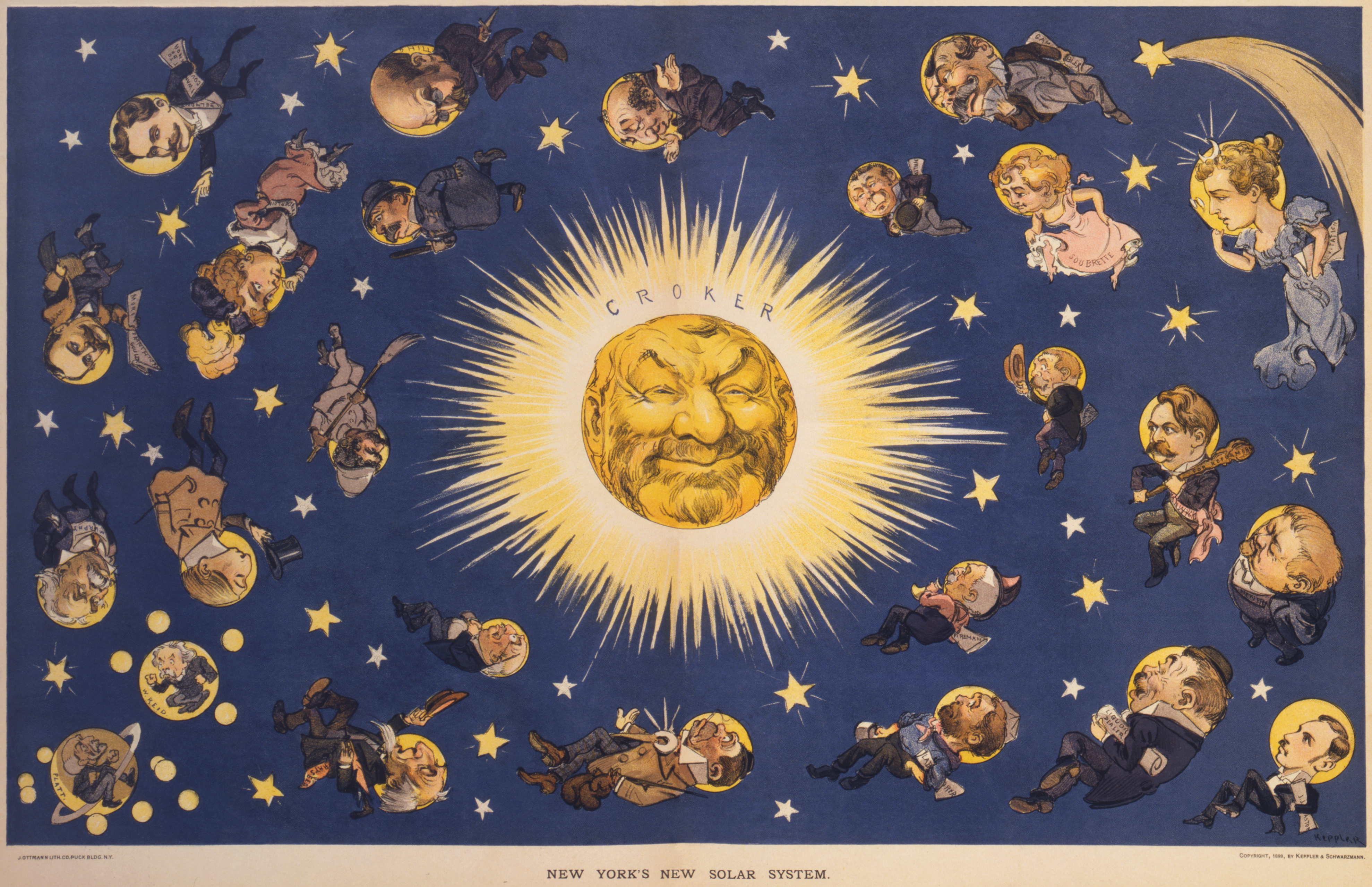
"ニューヨークの新太陽系"：タマニー・ホールがボス・クロッカーの周りを回転している1899年の風刺画パック.

タマニー・ホールは職人組合から発展した政治組織であり、1861年には州及び市の民主党の指名を実質支配した。1960年代までニューヨーク市の政治に多大な影響力を持った。フェルナンド・ウッド市長（1854年）からロバート・ワグナー市長（1954年から1965年）時代まで彼らは最も影響力の大きい勢力であった。

## 副市長
ニューヨーク市長は執務の補佐及び市政府の部署の監督のために副市長（助役、Deputy Mayor）を何名か指名することができる。その権限と義務及び何名までその役職に就けるかといったことまでニューヨーク市憲章には規定されていない。この役職はフィオレロ・ラガーディア市長によって創設された（グロバー・ウォーレンを任命）。この時は市長が多忙で出席できなかったセレモニーイベントを取り仕切るためであった。それ以来市長が執務を任せたい権限を指定して、副市長を任命されるようになった。現在7名の副市長がおり、業務を市長に直接報告している。副市長は市長の不在時に市長権限を継ぐことはできない。
現職副知事：
- 第一副市長：アンソニー・ショリス
- 住宅及び経済開発副市長：アリシア・グレン
- 健康及び福祉副市長：リリアム・バローズ・パオリ
- 戦略的政策イニシアティブ副市長：リチャード・ブエリー

### 著名な副市長
- ダニエル・ドクトロフ, ステファン・ゴールドスミス 2010–11, パトリシア・ハリス 2002–13, ロバート・スティール, デニス・ウォルコット, ハワード・ウォルフソン —マイケル・ブルームバーグ時代
- ジョー・ロータ —ルドルフ・ジュリアーニ時代
- ウィリアム・リンチ 1990年代から：デイヴィッド・ディンキンズ時代
- ハーマン・バディロ 1977–1979：エド・コッチ時代
- ロバート・スウィート 1966–1969

## 任命職
市長は40以上の市の部局 (agency) の長官及び委員会 (board/commission) メンバーを任命及び罷免する権限を持つ
- ニューヨーク市警察長官
- ニューヨーク市消防局長
- ニューヨーク市刑事裁判所判事
- ニューヨーク市教育局長（2002年現在）

## 委員会メンバー
ニューヨーク市長は以下の組織の職務上の委員会メンバーである
- アメリカ自然史博物館
- en:Brooklyn Academy of Music
- en:Brooklyn Botanic Garden
- en:Brooklyn Children's Museum
- ブルックリン美術館
- en:Brooklyn Public Library
- カーネギー・ホール
- en:El Museo del Barrio
- リンカーン・センター
- メトロポリタン美術館
- en:Museum of Jewish Heritage
- ニューヨーク市立博物館
- ニューヨーク植物園
- en:New York Hall of Science
- ニューヨーク公共図書館
- en:New York Shakespeare Festival
- en:Public Design Commission
- en:Queens Borough Public Library
- en:Queens Botanical Garden
- en:Queens Museum of Art
- en:Snug Harbor Cultural Center
- en:Staten Island Botanical Garden
- en:Staten Island Children’s Museum
- en:Staten Island Historical Society
- en:Staten Island Institute of Arts and Sciences
- en:Staten Island Zoo
- en:Wave Hill
- en:Wildlife Conservation Society
- en:National September 11 Memorial & Museum